# San Francisco (1620)
El San Francisco fue un galeón español construido por Hernando de Santander Escalante en los astilleros de Falgote, Colindres, para incorporarse a la Escuadra de las Cuatro Villas en 1620. Desplazaba 350 Tm.